# صحراء جيبسون

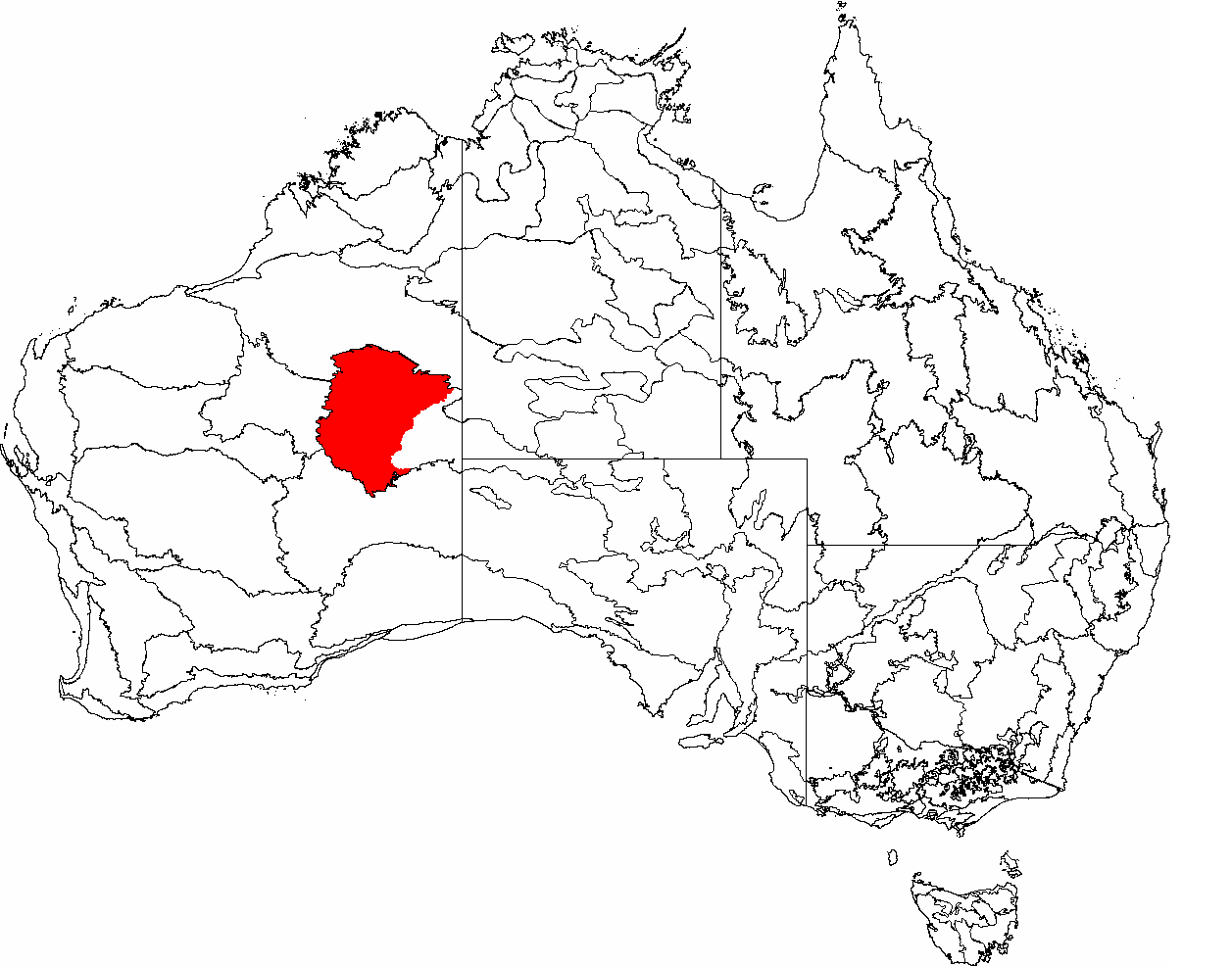
صحراء جيبسون في استراليا

صحراء قبسون هي صحراء في أستراليا وتشكل إلى جانب شقيقاتها صحراء سمبسون وصحراء الرمل الكبرى الواقعة شمالها وصحراء فكتوريا الكبرى جنوبها ما يناهز 35% من مساحة القارة، الأمر الذي يجعل أستراليا ثاني أجف القارات بعد القارة المتجمدة الجنوبية، سميت القارة نسبة إلى ألفرد جبسون وهو مستكشف توفي في هذه الصحراء عطشا سنة 1876 أثناء محاولة عبورها.